# Berlin (Kadavar-Album)
Berlin ist das dritte Studioalbum der deutschen Psychedelic-Rock-Band Kadavar. Es erschien am 21. August 2015 über Nuclear Blast.

## Entstehung
Nach der Veröffentlichung des Vorgängeralbums Abra Kadavar war die Band rund anderthalb Jahre auf Tournee. Die Musiker legten eine kleine Pause ein und begannen im Januar 2015 mit den Arbeiten an ihrem dritten Album. Erstmals schrieb die Band zu dritt an der neuen Musik, da sich der neue Bassist Simon „Dragon“ Bouteloup im Gegensatz zu seinem Vorgänger in das Songwriting eingebracht hat. Neben Bouteloups Einflüssen wie z. B. Hawkwind orientierten sich die Musiker mehr an Bands wie MC5, The Stooges oder The Damned als an Pentagram oder Saint Vitus.

„Wir hatten ein wenig das Gefühl, dass wir das abgearbeitet haben. Allerdings hatten wir keinen Bock darauf, noch ein drittes Album in dieser Art zu machen und wieder in jeder Plattenkritik etwas von Black Sabbath zu lesen.“

Ein weiterer Unterschied zu den Vorgängeralben sind die kürzeren Lieder, die zuvor meist sechs bis sieben Minuten lang waren. Für Berlin strebten die Musiker rund vier Minuten lange Lieder an, die laut Lindemann „geradlinig und eingängig“ sein sollten. Aufgenommen wurde das Album von Ingo Krauss im Candybomber Studio in Berlin. Das Studio befindet sich auf dem Gelände des ehemaligen Flughafen Berlin-Tempelhof. Erneut wurde das Album live eingespielt. Lediglich der Gesang und einige Gitarren wurden nachträglich per Overdub hinzugefügt. Mit Reich der Träume nahm die Band eine Coverversion eines Liedes der deutschen Sängerin Nico auf.
Gemischt wurde das Album von Pelle Gunnerfeldt. Zunächst suchten die Musiker einen deutschen Produzenten, fanden jedoch keinen geeigneten Kandidaten. Laut Christoph „Lupus“ Lindemann fiel die Wahl auf Gunnerfeldt, da er die ersten Alben der Hives produzierte, die „dreckig aber gleichzeitig poppig“ klangen.

## Hintergrund
Der Albumtitel bezieht sich auf die Stadt Berlin als Wahlheimat der drei aus Thüringen, Münster und Frankreich stammenden Musiker. Christoph „Lupus“ Lindemann beschrieb die Stadt als einen Rückzugsort für die Band. Mit dem Titel will er ausdrücken, dass die Bewohner Berlin auf verschiedene Art und Weise wahrnehmen.

„Wir wohnen in Neukölln und haben Probleme, die die Leute in Charlottenburg nicht kennen. Jeder sieht die Stadt auf seine eigene Weise und nimmt sich seinen Teil raus. Die Geschichte der Stadt, das Schnelllebige der letzten zwanzig Jahre, bringt eine Energie und eine Eigendynamik hervor, die inspirierend ist.“

Die LP-Version des Albums verdeutlicht diesen Ansatz. Auf dem Albumcover ist eine junge Frau zu sehen, die eine Brille trägt. Die Brillengläser sind ausgestanzt. Die Innenhülle zeigt verschiedene Motive, womit man die Spiegelung der Brillengläser verändern kann. Hierbei nahm sich die Band das Album Physical Graffiti von Led Zeppelin zum Vorbild.

## Rezeption

### Rezensionen
Ben Klein vom deutschen Magazin Metal Hammer bewertete das Album mit der Höchstnote sieben. Die Band würde „mit zwölf pulverisierenden Songs überzeugen“, „den größten Respekt vor den prägenden Werken der Vergangenheit hegen“ und „sich nicht die eigene Kreativität verbieten“. Holger Stratmann vom deutschen Magazin Rock Hard bezeichnete Berlin als „Volltreffer“. Besonders „in der ersten Hälfte reiht sich eine starke Nummer an die andere“. Da die Band „staubtrockenen Rock ganz natürlich aus dem Bauch heraus spielt“ vergab Stratmann acht von zehn Punkten. Sven Lattemann vom deutschen Onlinemagazin Metal.de lobte die Band dafür, dass sie „nicht bloß damit zufrieden geben, den musikalischen Zustand der Vorgängeralben zu bewahren, sondern ihn sorgsam und umsichtig anzupassen“, wofür er acht von zehn Punkten vergab.

### Chartplatzierungen
| ChartsChartplatzierungen | Höchstplatzierung | Wochen |
| ------------------------ | ----------------- | ------ |
| Deutschland (GfK)        | 18 (3 Wo.)        | 3      |
| Österreich (Ö3)          | 56 (1 Wo.)        | 1      |
| Schweiz (IFPI)           | 88 (1 Wo.)        | 1      |